# Nemperor Records
Nemperor Records is een Amerikaans platenlabel dat jazz en popmuziek uitbrengt. In 1966 richtte Beatles-manager Brian Epstein met Nat Weiss een managements-firma op, Nemperor Artists Inc, dat in 1974 een platenlabel werd met de release van het album "Like Children" van Jan Hammer en Jerry Goodman. Musici die in de jaren erna uitkwamen op het label waren onder meer Stanley Clarke, Andy Pratt, Lenny White, Steve Forbert, Tommy Bolin en The Romantics. Het werd gedistribueerd door Atlantic Records (1974-1977) en CBS Records (vanaf 1978). Het maakt nu deel uit van Sony Music Entertainment.